# Championnats du monde de duathlon longue distance 2007
Navigation
Édition précédente Édition suivante
Les Championnats du monde de duathlon longue distance 2007 présentent les résultats des championnats mondiaux de duathlon longue distance en 2007 organisés par la fédération internationale de triathlon.
Les 3e championnats se sont déroulés à Richmond aux États-Unis le 21 octobre 2007.

## Distances parcourues
| Distances course (kilomètres) | Distances course (kilomètres) | Distances course (kilomètres) |
| Course à pied                 | Cyclisme                      | Course à pied                 |
| ----------------------------- | ----------------------------- | ----------------------------- |
| 15                            | 76                            | 7,5                           |

## Résultats

### Élite
| Rang               | Athlète            | Pays     | Temps           |
| ------------------ | ------------------ | -------- | --------------- |
| Médaille d'or      | Joerie Vansteelant | Belgique | 3 h 06 min 42 s |
| Médaille d'argent  | Javier García      | Espagne  | 3 h 13 min 03 s |
| Médaille de bronze | Koen Maris         | Belgique | 3 h 13 min 22 s |

| Rang               | Athlète            | Pays        | Temps           |
| ------------------ | ------------------ | ----------- | --------------- |
| Médaille d'or      | Catriona Morrison  | Royaume-Uni | 3 h 34 min 56 s |
| Médaille d'argent  | Michelle Lee       | Royaume-Uni | 3 h 40 min 05 s |
| Médaille de bronze | Yvonne van Vlerken | Pays-Bas    | 3 h 43 min 43 s |

## Tableau des médailles
| Rang  | Nation      | Or | Argent | Bronze | Total |
| ----- | ----------- | -- | ------ | ------ | ----- |
| 1     | Royaume-Uni | 1  | 1      | 0      | 2     |
| 2     | Belgique    | 1  | 0      | 1      | 2     |
| 3     | Espagne     | 0  | 1      | 0      | 1     |
| 4     | Pays-Bas    | 0  | 0      | 1      | 1     |
| Total | Total       | 2  | 2      | 2      | 6     |